# احتضان الهزيمة
احتضان الهزيمة: اليابان في أعقاب الحرب العالمية الثانية هو كتاب تاريخ كتبه جون داور [الإنجليزية] ونشرته شركة دبليو دبليو نورتون وشركاه [الإنجليزية] في عام 1999  يغطي الكتاب الوضع الاجتماعي والاقتصادي والثقافي والسياسي الصعب لليابان في أعقاب الحرب العالمية الثانية واحتلال الحلفاء للبلاد بين أغسطس 1945 وأبريل 1952، ويتناول موضوعات مثل إدارة دوغلاس ماك آرثر وحرب طوكيو، محاكمات الجرائم، وإعلان هيروهيتو الإنساني المثير للجدل، وصياغة دستور اليابان الجديد.
وصفته صحيفة نيويورك تايمز بأنه "رائع ومكتوب بشكل جميل"، فاز الكتاب بجائزة بوليتزر للكتب غير الخيالية لعام 2000، وجائزة الكتاب الوطني لعام 1999، وجائزة بانكروفت لعام 2000، جائزة القلم لعام 2000، وجائزة مارك لينتون للتاريخ، وجائزة لوس أنجلوس تايمز للكتاب لعام 1999.

## النشر
- Dower، John W (1999). Embracing defeat: Japan in the wake of World War II (ط. 2003). دار دبيلو دبليو نورتون وشركاؤه  [لغات أخرى]‏. ISBN:978-0-393-32027-5.{{استشهاد بكتاب}}:  صيانة الاستشهاد: علامات ترقيم زائدة (link) Total pages: 676.

## روابط خارجية
- Embracing Defeat at Open Library
- First Chapter
- Interview with Dower on Embracing Defeat, Booknotes, March 26, 2000